# Jurij Venelin
Jurij Venelin, narozen jako Юрий Гуца, latinsky Georgius Hutza, (22. dubna 1802 Tybava – 26. března 1839 Moskva) byl historik a publicista, jeden ze zakladatelů slavistiky.

## Život
Narodil se ve vesnici Tybava (maďarsky Havasalja), která je součástí obce Svaljava v Mukačevském okrese v Zakarpatské oblasti Ukrajiny. Pocházel z rodiny kněze Ivana Gucyho. Studoval na gymnáziu a teologickém semináři v Užhorodu, biskupském lyceu v Satu Mare a na Szegedské akademii. Krátce studoval filozofické fakultě na Lvovské univerzitě (1822–1823). Na jaře 1823 spolu se svým bratrem Ivanem Molnárem ilegálně překročil hranici bez pasu a dostal se do tehdy ruského Kišiněva. Jejich rozhodnutí uprchnout jednou do Lvova a podruhé do Ruska bylo způsobem, jak se zbavit závazků vůči duchovním autoritám. V Kišiněvě dostali oba uprchlíci za podpory generálního guvernéra I. N. Inzova bydliště a místa školních učitelů. Během dvou let v Kišiněvě Venelin poznal studenty z řad bulharských emigrantů, studoval jejich jazyk, zvyky a způsob života. V létě 1825 oba odešli do Moskvy a tam na radu Ivana Orlaje vystudovali medicínu. V roce 1830 byl Venelin vyslancem Petrohradské akademie věd do bulharských zemí ovládaných Osmany. Navštěvoval bulharská města jako Varna, Kavarna a Silistra, zaznamenával lidové písně a rčení a získával znalosti bulharského jazyka z první ruky. V roce 1836 se seznámil s bulharským emigrantem Vasilem Aprilovem sídlícím v Oděse, s nímž udržoval aktivní korespondenci.

## Dílo
Venelin byl autorem knihy Staří a dnešní Bulhaři v jejich politických, etnografických, historických a náboženských vztazích k Rusům, vydané ve třech svazcích v letech 1829 až 1841. Dílo bylo významné pro popularizaci bulharské kultury a historie v Ruské říši a pro ovlivňování národního cítění mnoha bulharských emigrantů.
Venelinova kniha Kritické studie o dějinách Bulharska, vydaná posmrtně ve zkrácené verzi v roce 1849 v Moskvě z iniciativy historika Spiridona Palauzova. Emise byla financována bulharským obchodníkem Ivanem Denkoglu sídlícím v Rusku. Kniha vyšla znovu v roce 1853 v kompletním bulharském překladu v Zemunu v dnešním Srbsku; překlad provedl učitel Petko Botev, otec básníka Christo Boteva.
Mezi další díla Jurije Venelina patří O charakteru lidových písní u zadunajských Slovanů, O formování nové bulharské literatury, Gramatika moderní bulharštiny a Starověcí a moderní Slovinci.